# Rottenstein (Aidhausen)
Rottenstein ist ein Gemeindeteil der Gemeinde Aidhausen im unterfränkischen Landkreis Haßberge in Bayern.

## Geografie
Das Dorf liegt etwa 5 km nordöstlich des Hauptortes.